# Teobald
Teobald nebo Theobald je mužské křestní jméno germánského původu. Je složeno ze slov teo "lidé" a bald "chrabrý". Jméno přišlo do Anglie spolu se Seveřany. Jméno se vyskytuje v mnoha jiných hláskovaných variací, včetně Tybalta (Shakespeare), Thibault, Thibaut, Thibeault a Thiébaut po francouzsky. V italském jazyku existuje Tebaldo, ve španělském a portugalském jazyce jako Teobaldo. V irštině Tiobóid a maďarsky Tibold.
Česká varianta jména je Děpold.

## Známí nositelé
- Svatý Theobald z Doratu (990-1070, francouzský světec
- Theobald von Bethmann-Hollweg, německý politik a státník
- Theobald Mathew, britský důstojník
- Theobald Stein, dánský sochař
- Theobald Wolfe Tone, irský revolucionářská postava a velitel odboje United Irishmen